# Feras (série de televisão)
Feras é uma série de televisão brasileira produzida pela Primo Filmes e exibida pela MTV de 21 de janeiro de a 25 de fevereiro de 2019, em 13 episódios. É a segunda série de ficção original do canal, depois de Perrengue.
A série é protagonizada por João Vítor Silva, Camila Márdila, Vinicius Siqueira, Mohana Uchoa, Tulio Starling e Rodrigo García.

## Enredo
Após quase dez anos num relacionamento monogámico e comportado demais, Ciro é deixado por Nanda, e se vê abandonado ao seu maior temor: voltar à vida de solteiro. Aos 30, parece que este mundo, assim como sua vida pessoal, virou de cabeça para baixo.
São os Feras, os amigos de Ciro, que explicam o novo momento do mundo para nosso personagem. De maneira parcial, equivocada, duvidosa, cretina e preconceituosa. E que mais do que tudo confunde e atrapalha nosso herói em sua jornada. São antimentores, idiotas completos, mas Ciro não tem outra opção senão acreditar neles.
Afinal, ele está completamente perdido, e não sabe nada sobre o mundo dos solteiros. Os feras são a essência da série: a amizade e camaradagem masculina, o "bromance" moderno.

## Elenco

### Principal
| Intérprete       | Personagem |
| ---------------- | ---------- |
| João Vítor Silva | Ciro       |
| Camila Márdila   | Mari Maia  |
| Vinícius Beu     | Raul       |
| Mohana Uchoa     | Joana      |
| Túlio Starling   | Peu        |
| Rodrigo García   | Barbieri   |

### Recorrente
| Intérprete        | Personagem              |
| ----------------- | ----------------------- |
| Duda Carvalho     | Rafaela                 |
| Wilton Di Cali    | Eugênio                 |
| Sophi Saphirah    | Carol                   |
| Ana Hartmann      | Zelda                   |
| Helena Madureira  | Fernanda (Nanda)        |
| Clarissa Pinheiro | Dora                    |
| Bruna Betito      | Sara                    |
| Marina Mathey     | Lígia                   |
| Mauro Soares      | Miguel                  |
| Rodrigo Bolzan    | Humberto                |
| Jorge Neto        | Hélio                   |
| Isamara Castilho  | Cristiane               |
| Laerte Coutinho   | Drª Paula Ivone         |
| Klarah Lobato     | Ilana                   |
| Antonia Baudouin  | Márcia                  |
| Thays Borges      | Glória                  |
| Nathalia Ernesto  | Lud                     |
| Frann Ferraretto  | Ágata                   |
| Giulia Ouro       | Laura                   |
| Isabel Wolfenson  | Júlia                   |
| Jesuíta Barbosa   | Guile                   |
| Raul Barretto     | Dr. Jamal Khoury Macedo |
| Leandro Ramos     | René                    |
| Ju Colombo        | Léo                     |
| Igor de Araújo    | Odair                   |
| André Zurawski    | Bernardo                |
| Marina Massaneiro | Vera                    |
| Paula Yuki        | Ana Luísa               |
| Philipp Lavra     | Mauro                   |
| Gabriel Miziara   | Plínio                  |
| Tássia Dur        | Tâmara                  |
| Renan Tenca       | Saulo                   |
| Luê Soares        | Laís                    |
| Beatriz Barros    | Clara Eva               |
| Rafael Costa      | Nando                   |
| Soren Hellerup    | Maitre                  |
| Mário Luz         | Julinho                 |
| Vinicius Teixeira | Alan                    |

## Episódios
| Temporada | Temporada | Episódios | Exibição original     | Exibição original       |
| Temporada | Temporada | Episódios | Estreia da temporada  | Final da temporada      |
| --------- | --------- | --------- | --------------------- | ----------------------- |
|           | 1         | 13        | 21 de janeiro de 2019 | 25 de fevereiro de 2019 |

### 1ª temporada (2019)
| N.º na série | N.º na temp. | Título                                       | Exibição original       |
| --- | ------------ | -------------------------------------------- | ----------------------- |
| 1 | 1            | "A Noite Não Tem Limites, Cláudio"           | 21 de janeiro de 2019   |
| Após um beijo em sua amiga Mari Maia, Ciro decide contar tudo para sua namorada de longa data. Mal sabe ele que está prestes a levar um pé na bunda e que sua vida vai virar do avesso.                                                           |              |                                              |                         |
| 2 | 2            | "A Gente Não Tem Uma Relação"                | 21 de janeiro de 2019   |
| Após uma conversa com Jô e Peu, um casal de amigos em crise percebe que não sabe como proceder com Chris. Logo que a procura, toma um um belo dum perdido e isso só o faz ficar mais obcecado e cada vez inapropriado para os dias atuais.        |              |                                              |                         |
| 3 | 3            | "Você Nunca Comeu Goulash?"                  | 21 de janeiro de 2019   |
| Com algum atraso, Ciro adentra o universo dos aplicativos de relacionamento, onde conhece uma certa e misteriosa Marcela. Mas aparentemente ela parece um tanto diferente em carne e osso.                                                        |              |                                              |                         |
| 4 | 4            | "É Que Nem Dirigir Bêbado"                   | 28 de janeiro de 2019   |
| Após anos de sexo sem proteção, Ciro descobre um improvável adversário: a camisinha. Após levar diferentes repreensões de seus amigos acaba apavorado com os riscos iminentes.                                                                    |              |                                              |                         |
| 5 | 5            | "Mas Sei Lá... Pode Ser Sequela do Acidente" | 28 de janeiro de 2019   |
| Um acidente de carro tem duas consequências: Raul é obrigado a frequentar o AA e conhece a apaixonante Zelda; Ciro quebra o braço mas por conta disso dá match com Ilana, uma médica bem diferente.                                               |              |                                              |                         |
| 6 | 6            | ""Katilce""                                  | 4 de fevereiro de 2019  |
| Numa dobradinha psicodélica, Ilana convida Ciro para esticar o date mal sucedido. Ele ainda crê que “dos opostos podem sair faíscas” mas gradualmente percebe que de careta, a jovem médica não tem nada.                                         |              |                                              |                         |
| 7 | 7            | "F*der Só Não Basta?"                        | 4 de fevereiro de 2019  |
| Ciro tem um caso com uma vizinha casada onde vai de simples “boy” a amante ciumento. Ao ver a experiência do amigo e discutir com sua analista, Mari revive um caso complicado com um ex professor.                                               |              |                                              |                         |
| 8 | 8            | "Em Nome da Amizade"                         | 11 de fevereiro de 2019 |
| Raul não acredita em amizade entre homem e mulher sem interesse sexual. Não é o caso do que vive com Zelda, sua ex madrinha no AA. Já Ciro está entusiasmado com uma nova paixão por sua amiga Mari Maia.                                         |              |                                              |                         |
| 9 | 9            | ""Oi, Cat...""                               | 11 de fevereiro de 2019 |
| Como é a vidas dos outros quando Ciro não está por perto? Mari Maia e Barbieri reencontram diferentes histórias do passado. O solteiro convicto Raul amarga o abandono de Zelda e Jô parece tão sufocada por Peu quanto por Rafa.                 |              |                                              |                         |
| 10 | 10           | "Pronto, Agora Você é Fluido"                | 18 de fevereiro de 2019 |
| Com a chegada de seu segundo melhor amigo, Guile, Ciro começa a pensar se ele também não é como ele, que fica com mulheres e homens. A amizade com Raul, porém, vai de mal a pior.                                                                |              |                                              |                         |
| 11 | 11           | "Por Que Você Nunca Me Cumprimenta?"         | 18 de fevereiro de 2019 |
| Na festa de dois anos de Alice, Jô reencontra seus dois Ex: Peu e Rafa. Há uma grande tensão, que explode para todos os lados. Um desavisado Ciro entra no fogo cruzado e acaba conhecendo melhor Rafa.                                           |              |                                              |                         |
| 12 | 12           | "Bola pra Frente"                            | 25 de fevereiro de 2019 |
| Ciro ainda não fez as pazes com a camisinha e dessa vez as consequências foram realmente sérias. Ele procura todo tipo de ajuda - Mari, Jô, Peu, Raul e até Barbieri mas ninguém parece ter a solução, afinal, todos têm seus próprios problemas. |              |                                              |                         |
| 13 | 13           | "Você Nem Chupa Tão Bem Assim"               | 25 de fevereiro de 2019 |
| Após o desfecho do drama da gravidez, meses se passam até que há uma nova e estranha tragédia. Ciro reencontra Nanda e logo que percebe muita coisa mudou entre eles. Faz um ano desde que separaram.                                             |              |                                              |                         |

## Prêmios e indicações
| Ano  | Prêmio   | Categoria  | Indicado | Resultado | Ref. |
| ---- | -------- | ---------- | -------- | --------- | ---- |
| 2019 | MTV MIAW | #MARATONEI | Indicado | [ 7 ]     |      |